# Гидравлический домкрат

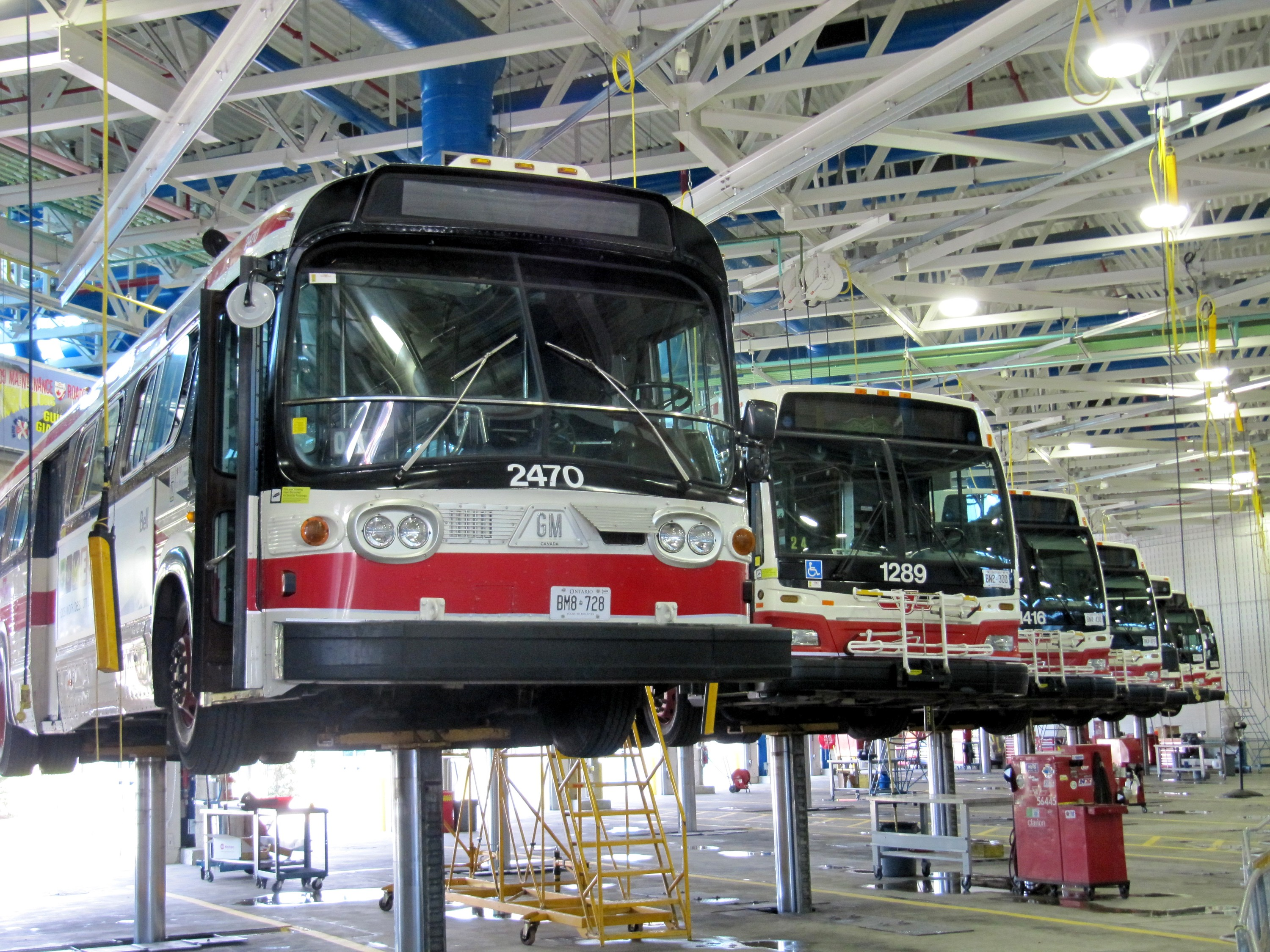
Пример домкратов

Домкра́т гидравли́ческий — это устройство, предназначенное для подъёма или смещения тяжёлых грузов (предметов, строений, конструкций и т.п.). Гидравлический домкрат следует отличать от других устройств, называемых домкратами, т.к. гидравлические домкраты — это самостоятельный тип устройств с большим разнообразием конструкций, широтой применения и особенностями эксплуатации. В основе конструкции гидравлического домкрата лежит классический гидравлический цилиндр, имеющий дополнительную оснастку повышающую удобство пользования домкратом (встроенный насос, пружина для возврата штока в исходное положение, резьбы на штоке и корпусе, ручки для перемещения и т.п.).

## Типы домкратов

### По применимости
Гидравлические домкраты применяются во всех сферах человеческой деятельности и в зависимости от условий, интенсивности, мощности можно выделить типы домкратов для бытового применения и для профессионального применения. Домкраты для бытового применения — это обычно небольшие автономные домкраты (со встроенным источником давления), небольшой грузоподъемности (от 1 до 3 тонн) и соответственно малых габаритов и массы. Наиболее распространённый вид бытовых домкратов — автомобильные бутылочные домкраты.

### По автономности
Для привода домкрата в действие необходим источник давления и тока гидравлической жидкости. Домкраты разделяют на автономные, имеющие встроенный в корпус домкрата ручной насос малой производительности, и на домкраты, требующие внешний источник давления. Автономные домкраты — это чаще всего домкраты небольшой мощности для бытового применения (автомобильные, гаражные). Домкраты, требующие внешний насос — это профессиональные домкраты большой мощности, которые требуют большой объём рабочей жидкости и часто высокую скорость её подачи. Для привода таких домкратов используются высокопроизводительные многоступенчатые (по скорости расхода рабочей жидкости) ручные насосы или маслостанции с электроприводом, бензоприводом или пневмоприводом.

### По конструкции
В зависимости от требований к условиям эксплуатации гидравлические домкраты имеют различные конструктивные особенности. Все бытовые (автомобильные) домкраты схожи по конструкции, имеют простую, часто неремонтопригодную конструкцию, недорогие материалы корпуса и уплотнений (т.к. предполагается низкоинтенсивная эксплуатация). Профессиональные домкраты имеют множество конструкционных отличий, выделяющие их в отдельные подвиды домкратов. Среди них:
- Универсальные домкраты — наиболее распространённый вид профессиональных домкратов, отличительными особенностями которых является внешние и внутренние резьбы на корпусе и штоке, определяющие разнообразие оснащений таких домкратов различной оснасткой и встраивания их в различные конструкции и механизмы. Гидравлический съёмник — специальная оснастка гидравлического домкрата, гидравлический пресс — механизм со встроенным в него универсальным домкратом. Подвиды универсальных домкратов: универсальные односторонние (пружинный возврат штока), универсальные двухсторонние (гидравлический возврат штока).

- Грузовые домкраты — часто применяемые в строительстве для подъёма и горизонтального перемещения различных строительных конструкций. Грузовые гидравлические домкраты обладают большой мощностью, способны развивать усилие до 1000 тонн, конструкционно выполнены с применением качественных уплотнительных материалов, что определяет надежность и безопасность грузовых домкратов. Шток грузовых домкратов оснащён высокопрочной плавающей опорой, предохраняющей домкрат от внецентренных нагрузок на шток. Грузовые домкраты имеют пружинный или гидравлический возврат штока.

### Конструкционные особенности гидравлических домкратов
Несмотря на простую конструкцию гидроцилиндра, в случае с домкратом она имеет несколько особенностей, важных для выбора домкрата в соответствии с условиями эксплуатации.
Возврат штока домкрата. Бывает: а) пружинным, б) гидравлическим, в) гравитационным. Определяет конструкцию возврата штока после завершения рабочего хода штока домкрата (после сброса давления в гидросистеме домкрата).
Пружинный возврат (односторонние домкраты) — шток после сброса давления возвращается в исходное положение под действием пружины, находящейся в поршневой полости домкрата.
Гидравлический (двусторонние домкраты) — шток возвращается в исходное положение при подаче давления в штоковую полость домкрата.
Примечание: двусторонние домкраты при возврате штока могут развивать полезное тянущее усилие, которое необходимо, например, для перемещения дополнительной оснастки, смонтированной на штоке, при работе домкрата "вниз головой". Также двусторонние домкраты незаменимы в условиях интенсивной работы, чувствительной к скорости возврата штока (гидравлический возврат позволяет перемещать шток гораздо быстрее пружины).